# Bonner Straße (Düren)

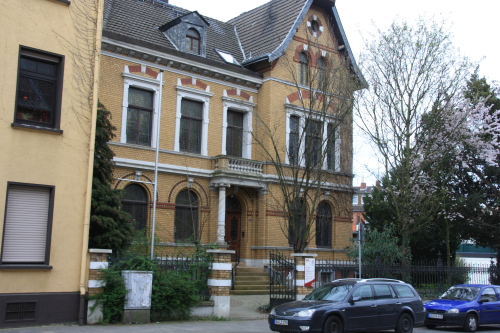
Das denkmalgeschützte Haus Bonner Str. 34

Die Bonner Straße in der Kreisstadt Düren (Nordrhein-Westfalen) ist eine alte Innerortsstraße. Sie beginnt am Bonner Platz und endet im weiteren Verlauf beim Übergang in die Stürtzstraße an der querenden Oberstraße. Zwischen der Oberstraße und der Hohenzollernstraße ist die Bonner Straße als Bundesstraße 264 klassifiziert.
Das Haus Bonner Straße 34 steht unter Denkmalschutz. Bis in die 1990er Jahre gehörte das Haus der Missionsgemeinschaft der Heiligen Familie. Dann wurde es von der Caritas gekauft.
Das Bonnkreuz aus dem Jahre 1700 steht auf dem Bonnerplatz am Beginn der Straße.

## Geschichte
Schon im Jahre 1685 wird die Straße als „Bonner Heerstraß“ bezeichnet. Sie begann ursprünglich am Obertor und führte bis zum „Sturmsberg“. Teile des Straßenzuges wurden umbenannt in Frankenstraße und Chlodwigplatz. 1900 wurde der heutige Bonner Platz reguliert.